# Claude Delvincourt
Claude Delvincourt (ur. 12 stycznia 1888 w Paryżu, zm. 5 kwietnia 1954 w Orbetello) – francuski kompozytor.

## Życiorys
Początkowo studiował prawo. Następnie uczył się w Konserwatorium Paryskim, gdzie jego nauczycielami byli Léon Boëllmann, Henri Büsser, Georges Caussade i Charles-Marie Widor. W 1913 roku za kantatę Faust et Hélène otrzymał wspólnie z Lili Boulanger Prix de Rome. W czasie I wojny światowej służył na froncie, 31 grudnia 1915 roku został ciężko ranny i stracił oko. Do działalności muzycznej powrócił dopiero po kilku latach rekonwalescencji. Od 1931 roku był dyrektorem konserwatorium w Wersalu, a w 1941 roku objął kierownictwo Konserwatorium Paryskiego. W czasie II wojny światowej założył orkiestrę Cadets du Conservatoire, dzięki czemu uchronił wielu swoich uczniów przed wywózką. Zginął w wypadku samochodowym.

## Wybrane kompozycje
(na podstawie materiałów źródłowych)

### Utwory orkiestrowe
- poemat symfoniczny Typhaon (1914)
- poemat choreograficzny Offrande à Siva (1925)
- suita Le Bal vénitien (1927)
- suita La Croisière jaune: Pamir (1935)
- suita Films d’Asie (1937)

### Utwory kameralne
- Kwintet fortepianowy (1907)
- Trio smyczkowe (1909)
- Sonata na skrzypce i fortepian (1923)
- Danceries na skrzypce i fortepian (1935)
- Kwartet smyczkowy (1953)

### Utwory wokalno-instrumentalne
- Pater noster na chór i organy (1944)

### Kantaty
- Acis et Galathée (1913)
- Yanitza (1911)
- Fulvia (1912)
- Faust et Hélène (1913)
- La fête de l’automne (1937)

### Utwory sceniczne
- komedia muzyczna La Femme à barbe (wyst. Wersal 1938)
- misterium Lucifer (wyst. Paryż 1948)